# Claudia Blum
Claudia Blum Capurro de Barberi (Cali, Valle del Cauca; 9 de agosto de 1948) es una política y psicóloga colombiana, que se desempeñó como Presidenta del Senado y Ministra de Relaciones Exteriores de ese país. 
Miembro del Partido Cambio Radical, fue elegida al Senado, llegándolo a presidir entre 2005 y 2006. El 12 de noviembre de 2019 fue designada por el presidente Iván Duque Márquez como Ministra de Relaciones Exteriores de Colombia, cargo al que renunció el 13 de mayo del 2021.

## Biografía
Nació en el seno de una adinerada familia de Cali, capital del Departamento de Valle del Cauca, en 1948, hija de Harold Blum Mejía y Liliam Capurro Borrero. Estudió psicología en la Universidad del Valle y luego de varios años de ejercicio profesional se inició como periodista en el Periódico El Pueblo, de su primo Luis Fernando Londoño Capurro, creado para hacerle competencia a los periódicos conservadores El País y El Occidente.
Dio el salto a la política, de mano de su primo, como concejala de su ciudad por el Partido Liberal, elegida en las elecciones de 1984. Durante tres sucesivos periodos ocupó esta curul, hasta que en 1991 resultó elegida Senadora. Pese a estar vinculada al Partido Liberal, siempre mantuvo su independencia respecto de las directrices de su partido, por ejemplo, al respaldar la candidatura presidencial del conservador Andrés Pastrana en 1994. En ese mismo año y en 1998 renovó su curul senatorial. Durante el gobierno de Pastrana se alejó definitivamente del liberalismo, vinculándose al Partido Cambio Radical y respaldando la candidatura presidencial de Álvaro Uribe Vélez en 2002.
El 20 de julio de 2005 se convirtió en la primera mujer en Colombia en ser elegida como Presidenta del Senado de la República, hasta el final del periodo legislativo en 2006. Para las elecciones parlamentarias de ese año decidió no aspirar a la reelección en el Congreso, tras lo cual fue designada Embajadora y Representante Permanente de Colombia ante las Naciones Unidas en Nueva York por el presidente Álvaro Uribe, cargo que ocupó desde agosto de 2006 hasta noviembre de 2010.
En noviembre de 2019 regresó a la política como Ministra de Relaciones Exteriores, bajo la presidencia de Iván Duque Márquez. Renunció al puesto en mayo de 2021, en el marco de los disturbios producidos ese año.
Blum está casada con Francisco José Barberi Ospina, Director Ejecutivo de Tecnoquímicas.

## Carrera política
Su trayectoria política se ha identificado por:

#### Partidos políticos
A lo largo de su carrera ha representado los siguientes partidos:
| Partido político | Fecha Inicio        | Fecha Fin           |
| Cambio Radical   | 20 de julio de 2002 | 19 de julio de 2006 |
| Movimiento 98    | 20 de julio de 1998 | 19 de julio de 2002 |

#### Cargos públicos
Entre los cargos públicos ocupados por Claudia Blum Capurro de Barberi, se identifican:
| Cargo público                                     | Partido político  | Fecha Inicio        | Fecha Fin               |
| Presidenta Senado de la República                 | Cambio Radical    | 20 de julio de 2005 | 19 de julio de 2006     |
| Senadora de la República                          | Cambio Radical    | 20 de julio de 2002 | 19 de julio de 2006     |
| Presidenta Comisión I Senado                      | Cambio Radical    | 15 de marzo de 1999 | 20 de julio de 2000     |
| Senadora de la República                          | Cambio Radical    | 20 de julio de 1998 | 19 de julio de 2002     |
| Miembro Comisión de Paz del Senado                | Cambio Radical    | 16 de marzo de 1998 | 19 de julio de 2002     |
| Senadora de la República                          | Nueva Colombia    | 20 de julio de 1994 | 19 de julio de 2002     |
| Vicepresidenta Comisión Legal de Ética del Senado |                   | 20 de julio de 1992 | 19 de julio de 1993     |
| Vicepresidenta Comisión V Senado                  |                   | 6 de marzo de 1992  | 20 de junio de 1992     |
| Concejal Cali, Valle del Cauca                    | Nuevo Liberalismo | 30 de junio de 1990 | 31 de diciembre de 1991 |
| Concejal Cali, Valle del Cauca                    | Partido Liberal   | 1 de enero de 1984  | 31 de diciembre de 1986 |

### Congresista de Colombia
En las elecciones legislativas de Colombia de 1991, fue elegida senadora de la república de Colombia. Posteriormente en las elecciones legislativas de Colombia de 1994, 1998, y 2002 resultó reelegida a la Cámara Alta.
El 20 de julio de 2005 se convierte en la primera mujer en Colombia en ser elegida como Presidenta del Senado de la República, hasta el final del periodo legislativo en 2006. Para las elecciones parlamentarias de ese año decide no aspirar a la reelección en el Congreso, tras lo cual es designada Embajadora, Representante Permanente de Colombia ante las Naciones Unidas en Nueva York, cargo que ocupó desde agosto de 2006 hasta noviembre de 2010.

### Iniciativas
El legado legislativo de Claudia Blum Capurro de Barberi se identificó por su participación en las siguientes iniciativas desde el congreso:
- Código Penal de los delitos contra la libertad sexual y la dignidad humana.[7]
- Derogar, modificar y suprimir algunas disposiciones con el propósito de que se eliminen los Jueces Regionales y el Tribunal Nacional.[8]
- Reformar la citación a debates de control político y las mociones de censura por parte del Congreso.[9]
- Reformar de la política colombiana y la profundización de la democracia.[10]
- Actualizar el sistema y código penal en cuanto a su contenido y alcance.[11]
- Desarrollar el nuevo texto constitucional vigente, en lo concerniente al proceso de elección del Consejo Nacional Electoral (Archivado).[12]